# Slaï

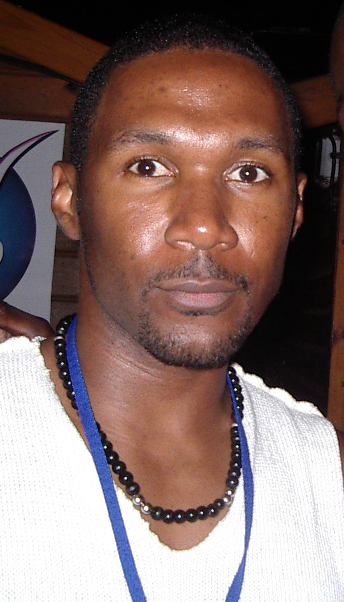
Slaï (2005)

Slaï (bürgerlich Patrice Sylvestre; * 10. Februar 1973 im Département Val-d’Oise, Frankreich) ist ein aus Guadeloupe stammender französischer Sänger.

## Biographie
Slaï wuchs in Guadeloupe auf und verbrachte dort seine Jugend, bis er 1996 nach Paris mit seinen Eltern zog. Früh kam er zur Musik und 1998 landete er seinen ersten Hit mit Flamme auf den Antillen, welcher später auch in Frankreich zu einem Hit wurde.
2002 kam dann sein zweites, nach ihm selbst betiteltes Album Slaï heraus, auf dem dann Lieder wie La dernière danse und erneut Flamme veröffentlicht und auch in Frankreich zu Hits wurden. Durch seine permanente Präsenz in den Playlists französischer Radiostationen wurden immer mehr Menschen auf den Künstler aufmerksam, so dass es 2004 zu einer Neuauflage seiner Alben unter dem Titel Florilège kam, auf dem neben Flamme und La dernière danse auch Après la tempête und Ce soir ou jamais erschienen.

## Diskographie

### Singles
- 1999: Flamme
- 2002: La dernière danse
- 2003: Flamme (in Frankreich)
- 2005: Après la tempête
- 2008: Leçons Particulières
- 2009: Ma philosophie
- 2011: Autour de toi
- 2012: Ça ne te convient pas

### Alben
- 1998: Fresh
- 2002: Slaï
- 2004: Florilège
- 2008: Caraïbes
- 2011: Escale